# Barkewol
Barkewol (arabisch باركيول) ist eine Stadt in der Verwaltungsregion Assaba in Mauretanien und ist Hauptstadt des Départements Barkewol.

## Geographie
Der Hauptort der Gemeinde Barkewol liegt 404 Kilometer südöstlich von Nouakchott auf etwa 74 m Meereshöhe im südlichen Zentrum des Landes.

## Bevölkerung
Die Bevölkerungszahl der Gemeinde hat in den Jahren 2000 bis 2023 von 6.303 auf 12.091 Einwohner zugenommen. Der Hauptort Barkéol selbst hat 3.889 Einwohner (2023). Daneben gibt es noch 31 andere bewohnte Orte.